# خوسيه غيرا (سياسي)
خوسيه غيرا هو اقتصادي وسياسي فنزويلي، ولد في 7 سبتمبر 1956 في Río Caribe ‏ في فنزويلا. نشط حزبياً في Justice First ‏. وقد انتخب عضو الجمعية الوطنية في فنزويلا ‏.